# Patty Shepard
Patty Shepard (születési neve Patty Moran Shepard) (Greenville, Dél-Karolina, 1945. október 1. – Madrid, 2013. január 3.) amerikai színésznő, aki élete zömét Spanyolországban töltötte és spanyol, francia és olasz filmekben alakított.

## Élete
Patty Shepard Dél-Karolinában született. Húga Judith Chapman (szül. Judith Shepard) az Egyesült Államokban lett szappanoperák gyakori színésze, szerepelt többek között a Gyilkos sorok c. krimisorozatban. Édesapjuk az Amerikai Egyesült Államok Légierejénél szolgált Spanyolországban, a Madrid melletti Torrejón de Ardoz légibázison. Patty is itt tartózkodott és a madridi egyetemen filozófiát tanult.
Hamar elkezdett modellkedni és pályáját reklámszínésznőként indította, főleg amerikai brandyket népszerűsítő reklámokban lépett fel. Tehetsége és bájos megjelenése révén egyre feljebb jutott a szakmában és véglegesen Spanyolországban telepedett le 1966-tól. Hozzátartozott még ehhez, hogy 1967-ben egy film, a Cita en Navarra forgatásán megismerkedett leendő férjével Manuel de Blassal. Tőle született fia, David.
Ismert, hogy a Bud Spencer-Terence Hill-féle Különben dühbe jövünk című spanyol-olasz filmvígjátékban is szerepelt, mint Liza, a kötéltáncos. Férje is megkapta az egyik mellékszerepet, Paganini zenész bérgyilkosét, mely alakítása viszont éppoly emlékezetes maradt.
Több horrorfilm szereplője is volt, feltűnik még spagettiwesternekben is, A vámpírok éjjele c. León Klimovsky-féle horrorban egy érzéki megjelenésű magyar vámpírnőt, Nádasdy grófnőt testesíti meg. 1988-ban visszavonult a színészi pályától.
Halálát szívroham okozta, férje mellett, madridi otthonukban hunyt el 67 éves korában.

## Fontosabb filmjei
- Üvegtető (El techo de cristal), 1971
- A vámpírok éjjele (La noche de Walpurgis), 1971
- Olajkeresők (Les pétroleuses), 1971
- Kedves gyilkosom (Mio caro assassino), 1972
- A vadnyugat legmerészebb húzása (El más fabuloso golpe del Far-West), 1972
- Ruble Noon (Un Hombre llamado Noon), 1973
- Különben dühbe jövünk (…altrimenti ci arrabbiamo!), 1974
- Az égő Barcelona (La ciutat cremada), 1976